# Grčko-hrvatski rječnik
Grčko-hrvatski rječnik najpoznatije je djelo Stjepana Senca izdano po prvi puta krajem svibnja 1910. godine u Zagrebu. Rječnik je izrađen prema 11. izdanju Bensler-Kaegijeva Grčko-njemačkog rječnika. Kada se rječnik počeo tiskati izišlo je 12. izdanje Grčko-njemačkog rječnika te je promjene u Senčevu rječniku napravio Milan Žepić. Pretisak rječnika napravljen je 1988. godine od izdavačke kuće Naprijed iz Zagreba.
Budući da je rječnik u novije vrijeme bilo teško nabaviti čak i u antikvarijatima, napravljen je pretisak koji je doživio nekoliko izdanja.

## Opis
Pretisak rječnika ima hrapave, tvrde korice crvene boje. Na sredini se nalazi naziv knjige i autora otisnuto velikim tiskanim zlatnim slovima. Knjiga ima 1022 dvostupačne stranice velikog rječničkog formata. Stranice knjige su tanke i kvalitetne. Natuknice rječnika su pisane grčkim alfabetom, podebljane su i izvučene za dva slova od ostatka stupca. Podnatuknice nisu podebljane, ali su izvučene za dva slova kao i glavne natuknice. Prvo izdanje rječnika tiskanog 1910. godine koštalo je tadašnjih 12 kruna. 
Likovnu opremu pretiska radio je Ratko Janjić-Jobo. Naklada pretiska bila 3000, a knjiga je tiskana od Tiskare Rijeka, 1991. godine u Rijeci. Predgovor drugog izdanja napisao je Milivoj Sironić u mjesecu ožujku 1988. godine u Zagrebu. Dijagonala knjige iznosi 24 cm.